# Fuente de Mercurio

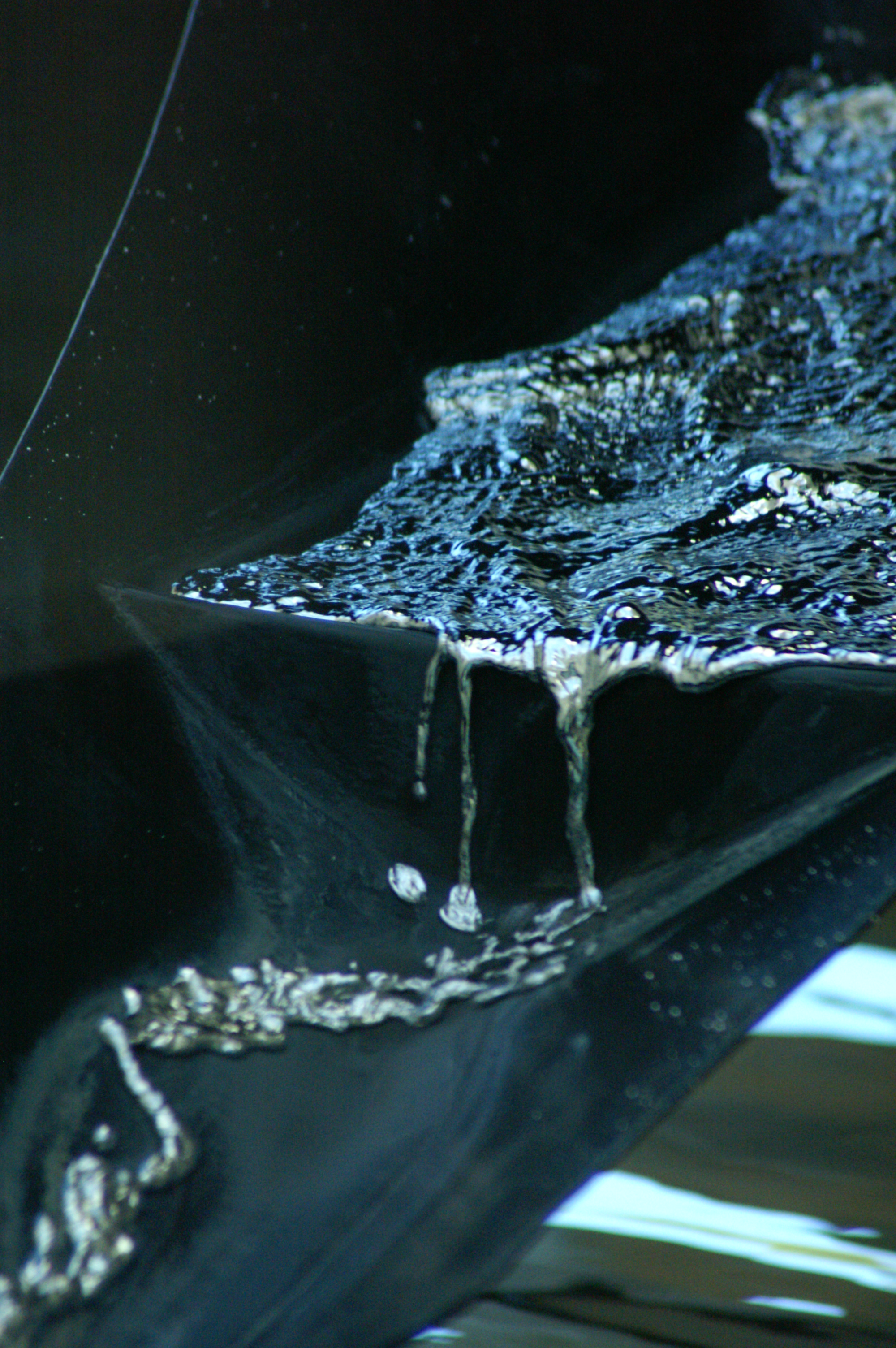
Detalle

Fuente de Mercurio (Mercury Fountain) es una escultura abstracta de Alexander Calder, creada para el Pabellón de la República Española de la Exposición Internacional de París de 1937, donde compartió espacio con el Guernica de Pablo Picasso. Mide 114 x 293 x 196 cm. Como es característico en este artista, tiene una parte móvil, con un disco rojo en un extremo y en el otro las letras "ALMADEN". Además de aluminio y hierro pintados, como material principal utilizó mercurio procedente de las minas de Almadén, que en esa época estaban siendo asediadas por las tropas del bando franquista de la Guerra Civil Española. Su condición líquida hace posible que fluya como una fuente. Actualmente se exhibe en la Fundación Joan Miró de Barcelona, en un recinto de cristal separado de los visitantes, por motivos de seguridad debido a que los vapores emitidos producen envenenamiento por mercurio. En el Centro de Arte Reina Sofía se exhibe una maqueta realizada por Calder en 1943.